# ОКБ-51
ОКБ-51 — опытное конструкторское бюро завода № 51 НКАП (позднее — МАП).

## История
ОКБ-51 Н. Н. Поликарпова, переведённое в 1940 году после выделения из него ОКБ А. И. Микояна с завода № 1 на вновь созданный на территории бывшего отдела эксплуатации, летных испытаний и доводок (ОЭЛИД) ЦАГИ завод № 51 (ныне — завод им. П. О. Сухого).
После смерти Н. Н. Поликарпова, (30.07.1944), 19 октября 1944 г. директором и главным конструктором завода № 51 назначен В. Н. Челомей, которому поручили разработку крылатых ракет.
Согласно Постановлению Совета Министров СССР от 19 февраля 1953 г., ОКБ-51 с опытным заводом были переданы в ОКБ-155, став его филиалом.
В ноябре 1953 г. территория филиала ОКБ-155 была определена как база для восстановленного ОКБ П. О. Сухого, которое располагается на этой территории до сих пор. В феврале 1954 г. ОКБ П. О. Сухого и опытный завод вновь получили в системе МАП СССР № 51. В 1958 году организован филиал ОКБ-51 на заводе № 126.